# Étoile de Monaco
| \| Monaco \| Localisation de Monaco |
| Monaco                              |

L'Étoile de Monaco est le club de gymnastique masculine et trampoline de Monaco depuis 1890. C'est l'un des plus anciens club de sports fondé à Monaco. Le club a la particularité d'être affilié à la fois à la Fédération française de gymnastique et à la Fédération Monégasque de Gymnastique. Elle participe donc à la fois au Championnat de France de Gymnastique et peut également représenter la principauté de Monaco lors de compétitions internationales relevant du Comité international olympique en y envoyant ses athlètes de nationalité monégasque.
Depuis septembre 2012, le club est parrainé par Hamilton Sabot, récent médaillé aux Jeux Olympiques de Londres 2012.
A l'issue de la saison 2017/2018, l'Etoile de Monaco accède pour la toute première fois de son histoire à la division Elite de la Gymnastique Française, le Top 12 en terminant vice-Champion de France Division 1 2017/2018.
L'année 2010 voit la première participation d'un gymnaste monégasque, Kevin Crovetto (en), aux Championnats d'Europe à Birmingham avec une 73e place sur plus de 120 participants. En 2011, Kevin Crovetto est également le 1er gymnaste monégasque a participé aux Championnats du Monde de Gymnastique à Tokyo avec une 159e place sur plus de 260 participants.
Julien Gobaux, quant à lui, représente la France depuis 2013. Il participe aux Championnats du Monde en 2014 par équipe qui terminera 11e, puis aux Championnats d'Europe en 2016 où l'équipe terminera 6e. Cela lui ouvre les portes pour participer aux Jeux olympiques de Rio en 2016. Il terminera 29e du Concours Général Individuel et l'équipe de France terminera 12e.
2018 est une année de consécration. Déjà Champion de France deux ans auparavant en 2016, et après une blessure qui l'a retenu pendant une année complète hors des compétitions majeures, il revient en 2018 et redevient Champion de France individuel à Auxerre, où il rafle 6 podiums sur 7 possible, dont 4 titres de Champion de France (1er au Concours Général, 1er au sol, 1er aux arçons, 1er aux barres parallèles et 3e à la barre fixe). Il participe également aux Championnats du Monde de Gymnastique se déroulant à Doha au Qatar.